# Shock Troopers (Computerspiel)
Shock Troopers ist ein 1997 erschienenes „Run-and-Gun“-Arcadespiel von Saurus für Neo Geo.

## Handlung und Spielablauf
Als Mitglied einer bewaffneten Spezialeinheit kämpft man sich mit einer Spielfigur durch insgesamt sechs Levels, um einen entführten Wissenschaftler und seine Enkeltochter zu retten.
Man kann verschiedene Routen auswählen (Berg, Dschungel, Tal) und Powerups aufsammeln, um bessere Waffen zu bekommen.

## Nachfolger
1998 erschien der Nachfolger Shock Troopers: 2nd Squad.

## Wiederveröffentlichungen
Das Spiel war unter anderem auf der SNK Arcade Classics Vol. 1 für PlayStation 2 enthalten.
Im Mai 2012 wurde es als Download im PSN-Store für PlayStation 3 und PlayStation Portable hinzugefügt; im Oktober 2012 folgte über Virtual Console eine Veröffentlichung für Wii. Am 3. März folgte eine Version für die Nintendo Switch.